# 道城 (愛荷華州)
道城（英語：Dow City）是一個位於美國愛荷華州克勞福德縣的城市。

## 地理
道城的座標為41°55′42″N 95°29′40″W / 41.92833°N 95.49444°W，而該地的平均海拔高度為348米（即1142英尺）。

## 人口
根據2010年美國人口普查的數據，道城的面積為0.83平方千米，當中陸地面積為0.83平方千米，而水域面積為0.00平方千米。當地共有人口510人，而人口密度為每平方千米614人。